# Secondo Casadei
(Secondo Casadei)
Aurelio Casadei, detto Secondo (Sant'Angelo di Gatteo, 1º aprile 1906 – Forlimpopoli, 19 novembre 1971), è stato un violinista, compositore e arrangiatore italiano.
Considerato il più importante esponente del liscio romagnolo, fu l'autore della celeberrima Romagna mia.

## Biografia

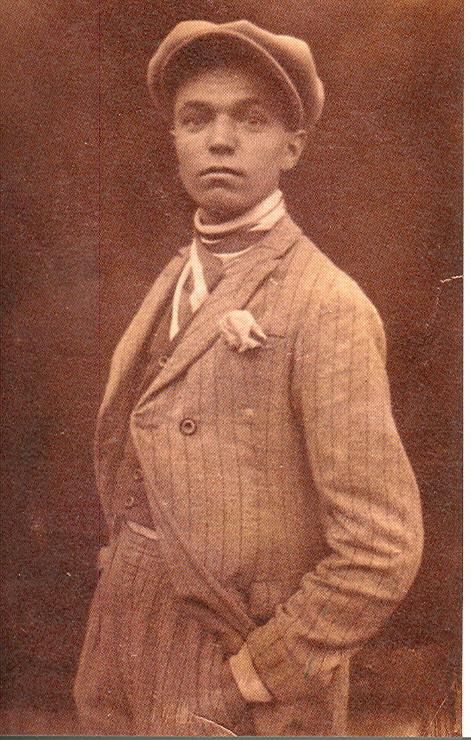
Secondo Casadei in una foto degli anni Venti. Casadei si fece crescere i baffi dopo il matrimonio, avvenuto nel 1935.

### L'infanzia
Aurelio Casadei nacque da Federico Casadei e Ernesta Massari. I Casadei erano una famiglia di sarti, ma Aurelio manifestò fin da piccolo una grande passione per la musica. All'età di dieci anni il secondogenito della famiglia (Secondo diventerà il nome d'arte di Casadei) iniziò a prendere lezioni di solfeggio e violino da Arturo Fracassi, suo grande amico e maestro. A tredici anni s'iscrisse alla Scuola comunale di musica di Cesena, l'Istituto Arcangelo Corelli. Suoi maestri furono Achille Alessandri e Emilio Gironi.
Dopo alcuni anni di studio iniziò a suonare in varie orchestrine di musica da ballo. Si suonava nelle aie delle fattorie quando terminavano la trebbiatura e la vendemmia. Inoltre insieme al fratello Dino ed alla sorella Angelina prima, poi insieme a colleghi musicisti, andava a fare le serenate su commissione. 

### Le prime orchestre
In Romagna era divenuto popolare alla fine dell'Ottocento un nuovo genere di ballo, il cosiddetto ballo «strusciato», che sostituì i balli «staccati» e quelli di gruppo, eseguiti in fila o in cerchio. Fu grazie al musicista Carlo Brighi, capostipite del genere musicale che poi prese il nome di liscio romagnolo, se il valzer si affermò. Secondo Casadei debuttò a sedici anni nell'Orchestra di Aurelio Bazzocchi (contrabbassista) in una serata a Borella di Cesenatico. Seguirono altre esperienze e collaborazioni, tra cui spicca quella con Giuseppe Fantini e il figlio Giovanni. Fu proprio Giuseppe Fantini a presentare Casadei ad Emilio Brighi (figlio di Carlo Brighi, nel frattempo deceduto), che inserì il giovane nella propria orchestra come secondo violino (1924).  Nello stesso anno Casadei formò un gruppo in cui comparve, in anticipo sui tempi, un tipico strumento jazz: la batteria.
Si fidanzò con Maria, che sarebbe diventata in seguito sua moglie; sempre in questo periodo compose il suo primo valzer, Cucù, che prendeva ispirazione dal canto del cuculo. Il brano fu apprezzato anche da Brighi che lo inserì nel proprio repertorio.

### L'orchestra Casadei

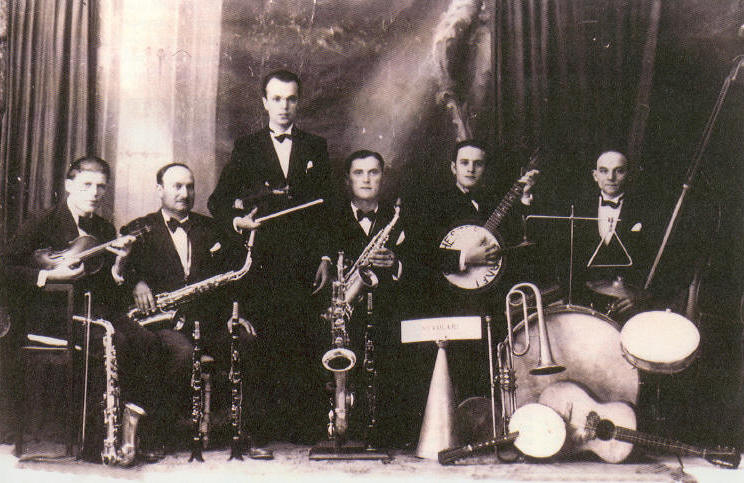
L'Orchestra Casadei nel 1928. Secondo Casadei è l'unico in piedi. In evidenza il titolo Nuvolari sopra il megafono: era il brano che Casadei propose al pubblico quella estate.

Negli anni successivi Casadei, come scrive nel suo diario, si recava ogni tanto in riviera "dove venivano lanciate le novità. Vidi la prima batteria moderna, il primo saxofono [...] e dei cantanti che cantavano in imbuti di cartone" (si tratta del megafono). Nel 1928, desideroso di sperimentare le nuove formule anche inserendo nuovi strumenti, Casadei lasciò Brighi e formò una sua orchestra. Debuttò al «Dancing Rubicone» di Gatteo a Mare, nella serata di avvio della stagione estiva, il 21 giugno. Fin dalla sua prima esperienza in proprio, Casadei introdusse importanti innovazioni nella strumentazione dell'orchestra, che era composta da batteria, banjo o in alternativa chitarra, clarinetto in do e sax, rivoluzionando così, anche sotto l'influenza della nuova musica americana e senza preoccuparsi del contesto d'origine, la tipica "formazione da valzer". Da figlio di sarti quale era, introdusse poi le eleganti divise, che divennero di lì a breve un segno distintivo di tutte le orchestre romagnole. Con questa orchestra Casadei incise il primo disco per la Fonit di Milano. Sul primo lato vi era Nuvolari, un one-step scritto dal sassofonista Primo Lucchi, e sull'altro Gemma blu. Seguirono le incisioni di Attenti al treno, Romagnolo, Capricciosa, Capinera e Burdèla avèra.
Nel 1930 lasciò la Fonit e passò a La voce del padrone. L'Orchestra Casadei si fece notare per la maggiore professionalità e lo stile, coi musicisti sempre impeccabili nella divisa del gruppo. Oltre a suonare, scrisse numerose polche, valzer e mazurche. Tra le altre: Non ti scordar, Adriana, Balla balla, Tramonto. Casadei aprì anche il filone della canzone in romagnolo: oltre alla già citata Burdèla avèra, Vandemiadòra, Un bès in bicicleta e tante altre. Il 10 gennaio 1935 si sposò con Maria Boschetti, alla quale dedicò tante indimenticabili canzoni, come Maria, Marietta Mariù, Cara Maria, Dolce Maria, Marion, Marirosa, Mariolina ecc. Negli anni trenta compose più di 230 brani. Il principale collaboratore di Casadei nella stesura dei testi fu Primo Lucchi.

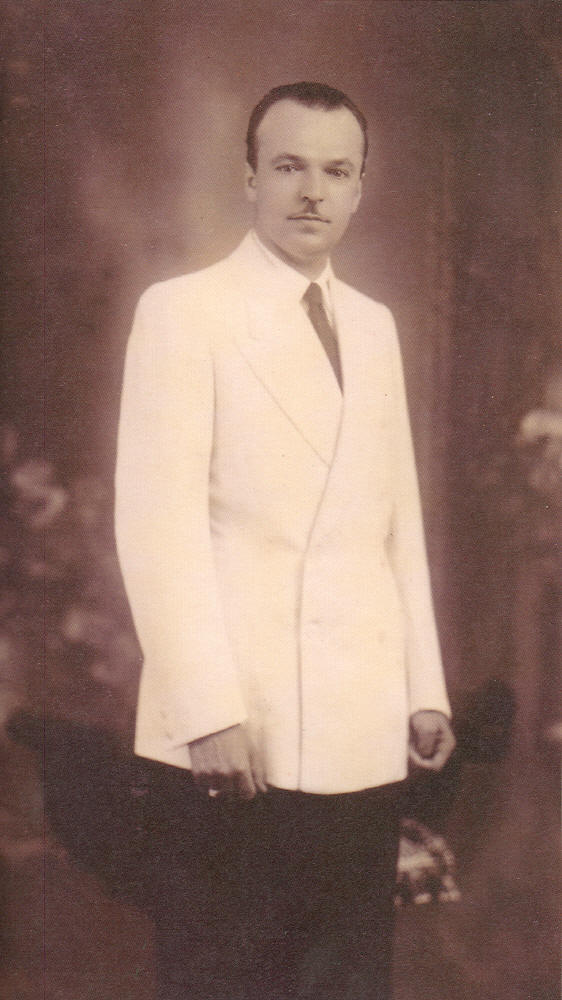
Secondo Casadei all'età di 30 anni.

Nel 1937 concluse l'esperienza con la Voce del Padrone e passò alla Odeon, con la quale incise Sangue romagnolo, Torna Maggio, Rubicone, Filomena, Gian Piero e altre. Dello stesso periodo è A sém di rumagnul.

### La seconda guerra mondiale ed il dopoguerra
La seconda guerra mondiale non risparmiò Secondo Casadei, che in quel periodo perse i genitori, la casa (si rifugiò per qualche anno in una stalla di amici contadini) e gran parte del suo patrimonio, trovandosi così costretto a tornare al lavoro di sarto. Ricominciò ad andare in giro di casa in casa con una valigia di cartone con il necessario per fare piccoli lavori di sartoria e qualche ritaglio di stoffa, chiedendo alla gente se aveva bisogno di stringere qualche capo o rifare un orlo. Poté ricominciare la sua attività di capo orchestra solo alla fine della guerra, forte dell'accoglienza che aveva ricevuto da tutti coloro ai quali si era presentato, che gli manifestavano ancora grande affetto e stima.
Nei primi anni del dopoguerra, però, divennero di gran moda i nuovi balli provenienti da oltre oceano: swing e boogie-woogie. Casadei dovette fronteggiare l'irresistibile popolarità della nuova musica: numerose volte il pubblico lo accolse fischiando. Sembrava che il liscio avesse i giorni contati. Ma tenne duro e nel giro di pochi anni, grazie alla sua professionalità ed all'incrollabile fiducia nella musica romagnola (non si chiamava ancora "liscio"), il pubblico tornò alle consuete abitudini. Le orchestre da ballo ripresero quindi il loro tipico repertorio. I brani più eseguiti in questo periodo erano Fiaccola, Evviva la polka, Miss 48, Atomica N. 3, La vera Torricelli, Bèli fjoli.

### Anni '50: Romagna mia

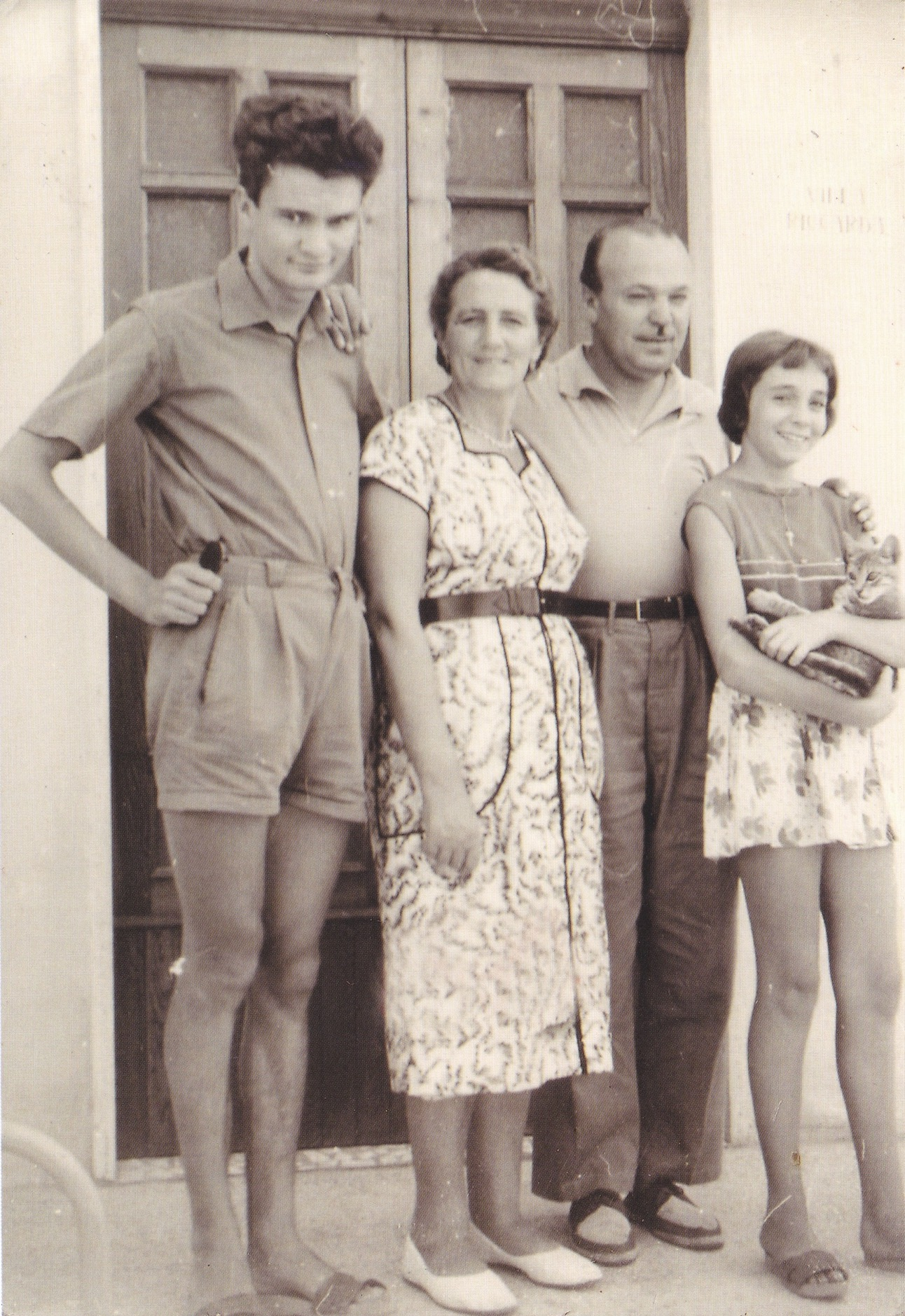
La famiglia Casadei al completo: (da sinistra a destra) Gian Piero, Maria, Secondo e Riccarda (1954).

Nel 1954 Casadei compose la canzone che divenne il suo più grande successo, Romagna mia (con le voci di Fred Mariani e Arte Tamburini), per l'etichetta La Voce del Padrone. Da allora iniziò per lui e per il liscio romagnolo una luminosa stagione ed un periodo di successo. Romagna mia fu fatta conoscere anche oltre Adriatico da Radio Capodistria, emittente jugoslava in lingua italiana. Negli anni Cinquanta Secondo Casadei incise circa 600 brani. Casadei fece conoscere il liscio romagnolo a tutta l'Italia: in quegli anni la sua orchestra eseguiva più di 365 concerti all'anno (di domenica, infatti, oltre alla sera si suonava anche il pomeriggio).
A partire dal 1960 Secondo fu affiancato dal nipote Raoul Casadei, con il quale scrisse decine di canzoni di grande successo.  I brani più richiesti dall'Orchestra nei primi anni sessanta erano In bocca al lupo, Il cacciatore, Non voglio perderti, Nadèl in Rumagna. Il passatore, Il valzer degli sposati, Io cerco la morosa, quest'ultima lanciata nell'etere nazionale da Renzo Arbore e Gianni Boncompagni, conduttori della trasmissione RadioRai Alto gradimento.

### 1967: l'Orchestra spettacolo Secondo & Raoul Casadei

L'Orchestra Spettacolo Casadei nel 1970.

Nel 1967 la formazione prese il nome di "Orchestra spettacolo Secondo & Raoul Casadei". Alla fine del decennio Secondo Casadei fu invitato in Rai da Vittorio Salvetti, che lo fece anche partecipare con la sua orchestra al Festivalbar. Riscossero un grande successo i valzer Non c'è pace tra gli ulivi,  Disperata, Estasi, Mamma mia mamma, Alla Casadei, Appassiunèda e La sfida dei clarini.
Nel 1969 sei musicisti dell'orchestra (Arte Tamburini, Nevis Bazzocchi, Antonio Zoli, Giacomo Zozzi, Gilberto Sapucci e Luciano Brandi) lasciarono Secondo Casadei per unirsi a una nuova formazione: il Folklore di Romagna. L'orchestra si rinnovò quasi totalmente inserendo nuovi musicisti: Franco Bergamini, Al Pedulli, Renzo Vallicelli, Alberto Parmiani, i cantanti Nadia Betti e Tes Gabré (successivamente sostituiti da Palma Calderoni, Edgardo Gelli e Rita Baldoni), che andarono ad affiancare Ivano Nicolucci, Ivan Novaga e Giorgio Pullini. 
Secondo Casadei morì nel 1971, all'inizio del grande boom del liscio, lasciando la conduzione della sua orchestra nelle mani di Raoul, che portò avanti la storia musicale familiare. La figlia Riccarda, insieme alla sua famiglia, ereditò le «Edizioni Casadei Sonora», che ancora oggi raccolgono e custodiscono il prezioso patrimonio artistico di Secondo Casadei ed il genere folkloristico romagnolo. Tra questi gli inconfondibili valzer, polche e mazurche dalla tipica sonorità romagnola, costituita dal caratteristico clarinetto in do e dal sax mi bemolle.
Lo "Strauss di Romagna" è sepolto nel cimitero di Savignano sul Rubicone, in cui c'è una statua che lo raffigura, opera dello scultore Tito Neri.
Secondo Casadei incise, in quasi 50 anni di carriera, ben 1048 brani per La voce del padrone e per la Columbia. I suoi brani costituiscono le fondamenta del genere liscio romagnolo. Tra i suoi maggiori successi, la celeberrima Romagna mia, poi Cicogna, In bocca al lupo, Non c'è pace fra gli ulivi, Tramonto, La sfida dei clarini e tanti altri, la maggior parte dei quali sono custoditi e diffusi dalle edizioni di proprietà della sua famiglia, le Edizioni Musicali Casadei Sonora di proprietà della figlia Riccarda Casadei, che hanno come compito quello di difendere e divulgare il patrimonio artistico di Secondo Casadei.

## Intitolazioni
Nel tempo sono state dedicate a Secondo Casadei vie, piazze e parchi in tantissimi paesi e città della Romagna.
Nel 2009 gli è stata dedicata anche una rotonda a Sant'Angelo di Gatteo, suo paese d'origine, che riproduce la sagoma della sua orchestra, una coppia di ballerini e naturalmente le parole del suo capolavoro più famoso, Romagna mia, che è considerato da tutti l'inno di questa terra.

## Orchestre e gruppi diretti da Casadei
Dal 1924 al 1928 Casadei suonò con Emilio Brighi, ma ebbe anche un gruppo proprio.

### 1924-1928
- Secondo Casadei (violino)
- Giuseppe Fantini (clarinetto)
- Giovanni Fantini, detto Pizaréin, (chitarra)
- Edgardo Gusella (batteria)

### 1927-1930
Tale formazione fu, fino al 1927, il "secondo lavoro" di Casadei. Dal 1928 divenne la sua attività principale:
- Secondo Casadei (violino)
- Guido Rossi (clarinetto)
- Augusto Orlandi (secondo violino)
- Giovanni Fantini (chitarra)
- Giovanni Zangheri detto Couda (batteria)
- Primo Lucchi, detto Balilòun (sassofono)

Secondo Casadei fu il primo ad introdurre e ad usare stabilmente la batteria (detta "e' jazz") e il sassofono (contralto). Tipica dello stile Casadei fu la combinazione fra clarinetto in do, che "fiorisce", e sax contralto, che suona la melodia. Fu inoltre il primo a utilizzare il banjo in alternativa alla chitarra.
Per successive formazioni si veda Orchestra Casadei

## Discografia parziale
Secondo le statistiche fornite dalla Casadei-Sonora, Secondo ha registrato nella sua carriera:
- 78 giri: 180 dischi (a partire dal 1928);
- 45 giri: 230 dischi;
- Extended play: 14 dischi;
- 33 giri: 54 dischi;

### 78 giri
- 1928 - Cucù/Fitinj (Fonit, 6043; pubblicato come «Sestetto Romagnolo Casadei»)
- 1928 - Ricordo/Capricciosa (Fonit, 6044; pubblicato come «Sestetto Romagnolo Casadei»)
- 1928 - Pensiero/Mariola (Fonit, 6045; pubblicato come «Sestetto Romagnolo Casadei»)
- 1928 - Bimba Bionda/Attenti al Treno (Fonit, 6046; pubblicato come «Sestetto Romagnolo Casadei»)
- 1928 - La Nostra Orchestra/Felicità (Fonit, 6047; pubblicato come «Sestetto Romagnolo Casadei»)
- 1932 - Evelina/Campane d'Addio (Fonit, 6141; pubblicato come «Sestetto Romagnolo Casadei»)
- 1932 - Aurora/Graziella (Fonit, 6142; pubblicato come «Sestetto Romagnolo Casadei»)
- 1932 - Romagnolo/Burdéla Avéra (Fonit, 6143; pubblicato come «Sestetto Romagnolo Casadei»)
- 1932 - Amneris/Indiavolata (Fonit, 6144; pubblicato come «Sestetto Romagnolo Casadei» e «Trio Casadei»)
- 1932 - Nuvolari/Gemma Blu (Fonit, 6145; pubblicato come «Sestetto Romagnolo Casadei»)
- 1935 - Mamma/Monella (Disco Grammofono, GW256; pubblicato come «Orchestra Casadei»)
- 1935 - Femmina Bruna/Giovannina (Disco Grammofono, GW257; pubblicato come «Orchestra Casadei»)
- 1935 - Burdéla Avéra/Nuvolari (Disco Grammofono, GW258; pubblicato come «Orchestra Casadei»)
- 1935 - Marion/Sul Mare (Disco Grammofono, GW259; pubblicato come «Orchestra Casadei»)
- 1935 - Ave Maria/Campane D'Addio (Disco Grammofono, GW260; pubblicato come «Orchestra Casadei»)
- 1935 - Marinita/Richiamo (Disco Grammofono, GW261; pubblicato come «Orchestra Casadei»)
- 1935 - Mariolina/Nanona (Disco Grammofono, GW262; pubblicato come «Orchestra Casadei»)
- 1935 - L'Amore Sei Tu/Strepitosa (Disco Grammofono, GW263; pubblicato come «Orchestra Casadei»)
- 1935 - Lia/Marisa (Disco Grammofono, GW264; pubblicato come «Orchestra Casadei»)
- 1935 - Romagna/La Nostra Orchestra (Disco Grammofono, GW265; pubblicato come «Orchestra Casadei»)
- 1935 - Marte/Selvaggia (Disco Grammofono, GW901; pubblicato come «Orchestra Casadei»)
- 1935 - Luna/Novecento (Disco Grammofono, GW902; pubblicato come «Orchestra Casadei»)
- 1935 - Canzone alla Luna/Tebe (Disco Grammofono, GW903; pubblicato come «Orchestra Casadei»)
- 1935 - Piccola/Ritorna (Disco Grammofono, GW904; pubblicato come «Orchestra Casadei»)
- 1935 - Giava Del Mare/Occhioni Azzurri (Disco Grammofono, GW906; pubblicato come «Orchestra Casadei»)
- 1935 - Canto Per Te/Capinera (Disco Grammofono, GW907; pubblicato come «Orchestra Casadei»)
- 1935 - Fulmine/Santangelo (Disco Grammofono, GW908; pubblicato come «Orchestra Casadei»)
- 1935 - Diavoletto/Torna L'Aprile (Disco Grammofono, GW909; (Diavoletto pubblicato dal Quartetto Reina; Torna L'Aprile pubblicato dall'«Orchestra Casadei»)
- 1935 - Africa Orientale/Scende La Sera (Disco Grammofono, GW1169; pubblicato come «Orchestra Casadei»)
- 1935 - Bimba/Torna Liù (Disco Grammofono, GW1170; pubblicato come «Orchestra Casadei»)
- 1935 - Bionda Marcella/Java Dell'Oblio (Disco Grammofono, GW1171; pubblicato come «Orchestra Casadei»)
- 1935 - Canto Del Cuore/Ninon (Disco Grammofono, GW1172; pubblicato come «Orchestra Casadei»)
- 1935 - William/Campagnola (Disco Grammofono, GW1173; pubblicato come «Orchestra Casadei»)
- 1935 - Folgore/Rubicone (Odeon, GO19288; pubblicato come «Orchestra Casadei»)
- 1935 - Dispettosa/Voluttuoso (Odeon, GO19290; pubblicato come «Orchestra Casadei»)
- 1936 - Ilona/Marirosa (Disco Grammofono, GW1174; pubblicato come «Orchestra Casadei»)
- 1936 - Maria/Spagnolita (Disco Grammofono, GW1175; pubblicato come «Orchestra Casadei»)
- 1936 - Mercurio/Venere (Disco Grammofono, GW1176; pubblicato come «Orchestra Casadei»)
- 1936 - Catarinella/Sturneleda (Disco Grammofono, GW1177; Catarinella pubblicato come «Clarino G. Rossi e Chitarra G. Fantini»; Sturneleda pubblicato come «Giovanni Fantini con Orchestra Casadei e Coro»)
- 1936 - Filomena/Vendemiadòra (Disco Grammofono, GW1178; Filomena pubblicato come «Orchestra Casadei»; Vendemiadòra pubblicato come «Giovanni Fantini con Orchestra Casadei e Coro»)
- 1936 - Baciami (Disco Grammofono, GW1179; pubblicato come «Violino S. Casadei e Chitarra G. Fantini»)
- 1936 - Marianna/Marilena (Disco Grammofono, GW1308; pubblicato come «Orchestra Romagnola M°Secondo Casadei»)
- 1936 - Abbandono/Un Bès In Biciclèta (Disco Grammofono, GW1309; pubblicato come «Orchestra Romagnola M° Secondo Casadei»)
- 1936 - Rosangela/Tramonto (Disco Grammofono, GW1310; pubblicato come «Orchestra Romagnola M° Secondo Casadei»)
- 1936 - Caterina/Sognando (Disco Grammofono, GW1311; pubblicato come «Orchestra Romagnola M° Secondo Casadei»)
- 1936 - Bona Not/Primavera (Disco Grammofono, GW1312; pubblicato come «Orchestra Romagnola M° Secondo Casadei»)
- 1936 - Ginetta/Tango Serenata (Disco Grammofono, GW1313; pubblicato come «Orchestra Romagnola M° Secondo Casadei»)
- 1936 - Piccola Lady/Ridi, Pierrot (Disco Grammofono, GW1314; ristampa pubblicata come «Orchestra Romagnola M° Secondo Casadei»)
- 1936 - Fascino/Lucciola (Disco Grammofono, GW1315; pubblicato come «Orchestra Romagnola M° Secondo Casadei»)
- 1936 - Marita/Scende la Notte (Disco Grammofono, GW1316; pubblicato come «Orchestra Romagnola M° Secondo Casadei»)
- 1936 - Adriana/Ricordo Ancor (Disco Grammofono, GW1317; pubblicato come «Orchestra Romagnola M° Secondo Casadei»)
- 1936 / 1937 - Marlene/Zingarella (La Voce del Padrone, GW1614; pubblicato come «Casadei e la sua Orchestra Romagnola»)
- 1936 / 1937 - Bella Figlia Romagnola/Vagabondi (La Voce del Padrone, GW1616; pubblicato come «Casadei e la sua Orchestra Romagnola»)
- 1936 / 1937 - Femmina/Spigolatrice (La Voce del Padrone, GW1617; pubblicato come «Casadei e la sua Orchestra Romagnola»)
- 1936 / 1937 - Marietta Mariù/Piccola Anmeris (Odeon, GO19069; pubblicato come «Orchestra Romagnola Casadei»)
- 1936 / 1937 - Al Mare/Vieni a Danzare (Odeon, GO19070; pubblicato come «Orchestra Romagnola Casadei»)
- 1936 / 1937 - Sangue Romagnolo/Ladro d'Amore (Odeon, GO19071; pubblicato come «Orchestra Romagnola Casadei»)
- 1936 / 1937 - False Parole/Vita Mia (Odeon, GO19072; pubblicato come «Orchestra Romagnola Casadei»)
- 1936 / 1937 - Luciana/Sbarazzina (Odeon, GO19073; pubblicato come «Orchestra Romagnola Casadei»)
- 1936 / 1937 - Sturnèli ad Rumàgna/Violetta (Odeon, GO19074; pubblicato come «Orchestra Romagnola Casadei»)
- 1936 / 1937 - Carmencita/Preghiera d'Amore (Odeon, GO19286; pubblicato come «Orchestra Casadei»)
- 1936 / 1937 - Rimembranze/Vivandiera (Odeon, GO19287; pubblicato come «Orchestra Casadei»)
- 1936 / 1937 - Passan le Studentine/Torna Maggio (Odeon, GO19289; pubblicato come «Orchestra Casadei»)
- 1936 / 1937 - Alò Alò (Radio Tolosa)/Mariella (Odeon, GO19291; pubblicato come «Orchestra Casadei»)
- 1936 / 1937 - Fornarina/Zitelle (Columbia, DQ2814 pubblicato come «Orchestra Casadei»)
- 1936 / 1937 - Fiori,Fiori.../Oh Nini! (Columbia, DQ2815 pubblicato come «Orchestra Casadei»)
- 1936 / 1937 - Oriente/Rondinella (Columbia, DQ2816 pubblicato come «Orchestra Casadei»)
- 1936 / 1937 - Noemi/Vulcano (Columbia, DQ2817 pubblicato come «Orchestra Casadei»)
- 1936 / 1937 - Biondina/Reginella (Columbia, DQ3136 pubblicato come «Casadei e la sua Orchestra»)
- 1938 - Casatta Mia/Serenata (La Voce del Padrone, GW1791; pubblicato come «Casadei e la sua Orchestra Romagnola»)
- 1938 - Autunno/Campagnola (La Voce del Padrone, GW1791; pubblicato come «Casadei e la sua Orchestra Romagnola»)
- 1938 - Fortuna/Risata (La Voce del Padrone, GW1793; pubblicato come «Casadei e la sua Orchestra Romagnola»)
- 1938 - Colombina/Pattinaggio (La Voce del Padrone, GW1794; pubblicato come «Duo Casadei»)
- 1938 / 1940 - Bambina Mia/Occhioni Neri (Columbia, DQ3117 pubblicato come «Casadei e la sua Orchestra»)
- 1938 / 1940 - Marì/Pallido Fior (Columbia, DQ3116 pubblicato come «Casadei e la sua Orchestra»)
- 1940 - Liliana/Zaira (La Voce del Padrone, GW1795; pubblicato come «Liliana Casadei e la sua Orchestra Zaira Quartetto Casadei»)
- 1943 - Ricordi/Contadinella (Columbia, DQ3137 pubblicato come «Casadei e la sua Orchestra»)
- 1943 - Con Tutta l'Anima/Marirosa Mia (Columbia, DQ3253 pubblicato come «Casadei e la sua Orchestra»)
- 1943 - Cosetta/Diavoletta (Columbia, DQ3254 pubblicato come «Casadei e la sua Orchestra»)
- 1943 - Serenatella/Ragazze Belle (Columbia, DQ3118 pubblicato come «Casadei e la sua Orchestra»)
- 1943 - Aspettare (e non venire)/Canta Per Me (La Voce del Padrone, GW1878; pubblicato come «Casadei e la sua Orchestra Romagnola»)
- 1943 - Diavolina/Giulietta (La Voce del Padrone, GW1879; pubblicato come «Casadei e la sua Orchestra Romagnola»)
- 1943 - Valzer di mezzanotte/Migliavacca (La voce del padrone, HN 2079; pubblicato come «Orchestra Italiana da Ballo. Violino solista Secondo Casadei»)
- 1946 - Cicogna/Villaggio (La Voce del Padrone, GW2092; pubblicato come «Orchestra Casadei»etichetta 1947)
- 1946 - Riccarda/Vieni Sul Mar (La Voce del Padrone, GW2093; pubblicato come «Orchestra Casadei» etichetta 1947)
- 1946 - Dolore/Marlene (La Voce del Padrone, GW2094; pubblicato come «Orchestra Casadei»)
- 1946 - Femmina Bruna/Rumagna a Primavera (La Voce del Padrone, GW2095; pubblicato come «Orchestra Casadei»)
- 1946 - A Mamma/Felicità (Columbia, DQ3801 pubblicato come «Orchestra Casadei»)
- 1946 - Narda/Saxofono Pazzo (Columbia, DQ3805 pubblicato come «Orchestra Casadei»)
- 1948 - Ciango/La Nostra Orchestra (Columbia, DQ3822 pubblicato come «Casadei e la sua Orchestra»)
- 1948 - Mariella/Rumagnoli (Columbia, DQ3823 pubblicato come «Casadei e la sua Orchestra»)
- 1948 - Dimenticar/Scherzando (Col Sax) (Columbia, DQ3827 pubblicato come «Casadei e la sua Orchestra»)
- 1948 - Balla la Polca/?????? (Columbia, DQ3828 pubblicato come «Casadei e la sua Orchestra»)
- 1948 - Balla, Balla/Solitudine (Columbia, DQ3829; Balla, Balla pubblicato come «Casadei e la sua Orchestra»; Solitudine come «Casadei e il suo Quartetto»)
- 1948 - Baciarti Così/Bianca Luna (Columbia, DQ3856 pubblicato come «Casadei e la sua Orchestra»etichetta 1949)
- 1948 - Baci d'Amore/La Vera Torricelli (La Voce del Padrone, GW2106; pubblicato come «Casadei e la sua Orchestra»)
- 1948 - Dolce Maria/Mia Senorita (La Voce del Padrone, GW2107; pubblicato come «Casadei e la sua Orchestra»)
- 1948 - Radio Fortuna/Valzer dei Fiori (La Voce del Padrone, GW2110; pubblicato come «Casadei e la sua Orchestra»)
- 1948 - Arlecchino/Sognando (La Voce del Padrone, GW2111; pubblicato come «Casadei e la sua Orchestra»)
- 1948 - Polca Atomica n°2/Settembre (La Voce del Padrone, GW2112; pubblicato come «Casadei e la sua Orchestra»)
- 1949 - Aprile/Carolina (La Voce del Padrone, GW2118; pubblicato come «Casadei e la sua Orchestra»)
- 1949 - Casadeiana/Fior di Romagna (La Voce del Padrone, GW2119; pubblicato come «Casadei e la sua Orchestra»)
- 1949 - Ritorna/Rondini (La Voce del Padrone, GW2120; pubblicato come «Casadei e la sua Orchestra»)
- 1949 - Disperata/Rosalì (La Voce del Padrone, GW2121; pubblicato come «Casadei e la sua Orchestra»)
- 1949 - Fiorella - Rete Rossa (La Voce del Padrone, GW2122; pubblicato come «Casadei e la sua Orchestra»)
- 1949 - Guardami/Stanotte (Columbia, DQ3857 pubblicato come «Casadei e la sua Orchestra»)
- 1949 - Miss '49/Slava (Columbia, DQ3858 pubblicato come «Casadei e la sua Orchestra»)
- 1950 - Caterinella/Raoul (Columbia, DQ3885 pubblicato come «Quartetto Casadei»)
- 1950 - Miss '50/Nuvoletta (Columbia, DQ3886 pubblicato come «Casadei e la sua Orchestra»)
- 1950 - Balè Burdèli/Giannina (Columbia, DQ3887 pubblicato come «Casadei e la sua Orchestra»)
- 1950 - Fioraia/Romantico (Columbia, DQ3888 pubblicato come «Casadei e la sua Orchestra»)
- 1950 - Sei Stata Mia/Tormento (Columbia, DQ3889 pubblicato come «Casadei e la sua Orchestra»)
- 1950 - Caro Nome/Teresina (Columbia, DQ3890 pubblicato come «Casadei e la sua Orchestra»)
- 1950 - Francesina/Principessa (La Voce del Padrone, GW2141; pubblicato come «Casadei e la sua Orchestra»)
- 1950 - Giuliana/Zingara (La Voce del Padrone, GW2142; pubblicato come «Casadei e la sua Orchestra»)
- 1950 - Atomica n°3/In Montagna (La Voce del Padrone, GW2143; pubblicato come «Casadei e la sua Orchestra»)
- 1950 - Giampiero/Paesana (La Voce del Padrone, GW2144; pubblicato come «Casadei e la sua Orchestra»)
- 1950 - Pinocchio/Tina (La Voce del Padrone, GW2145; pubblicato come «Casadei e la sua Orchestra»)
- 1951 - Evviva la Polca/Lasciatevi Baciare (Columbia, DQ3900 pubblicato come «Secondo Casadei e la sua Orchestra»)
- 1951 - Attenti al Treno/Montanaro (Columbia, DQ3903 pubblicato come «Secondo Casadei e la sua Orchestra»)
- 1951 - Leda/Tristezza (Columbia, DQ3906 pubblicato come «Secondo Casadei e la sua Orchestra»)
- 1951 - Bimba Mia/Romantica (La Voce del Padrone, GW2156; pubblicato come «Casadei e la sua Orchestra»)
- 1952 - Zampognaro/Atomica n°4 (La Voce del Padrone, GW2160; pubblicato come «Secondo Casadei e la sua Orchestra»)
- 1953 - Arcobaleno/Mimosa (Columbia, DQ3918; Arcobaleno pubblicato come «Quartetto Casadei»; Mimosa come «Secondo Casadei e la sua Orchestra»)
- 1953 - Colomba/Laura (Columbia, DQ3923 pubblicato come «Secondo Casadei e la sua Orchestra»)
- 1953 - San Silvestro/Sorriso (Columbia, DQ3924 pubblicato come «Secondo Casadei e la sua Orchestra»)
- 1953 - Alla Fiora/Maggio (Columbia, DQ3927 pubblicato come «Secondo Casadei e la sua Orchestra»)
- 1953 - Lula/Olga (La Voce del Padrone, GW2180; Lula pubblicato come «Secondo Casadei e la sua Orchestra»; Olga come «Quartetto Casadei»)
- 1953 - Paola/Terzinetta (La Voce del Padrone, GW2182; pubblicato come «Quartetto Casadei»)
- 1954 - Romagna Mia - Danzar (La Voce del Padrone, GW2207; pubblicato come «Secondo Casadei e la sua Orchestra»)
- 1954 - Isa/Rosa di Maggio (La Voce del Padrone, GW2216; pubblicato come «Secondo Casadei e la sua Orchestra»)
- 1954 - Fuga/Vagabondo (Columbia, DQ3942 pubblicato come «Secondo Casadei e la sua Orchestra»)
- 1954 - Bruna/Clementina (Columbia, DQ3946 pubblicato come «Secondo Casadei e la sua Orchestra»)
- 1954 - Lòm a Mèrz/Si Va (Columbia, DQ3952 pubblicato come «Secondo Casadei e la sua Orchestra»)
- 1954 - Arte-Vita Nuova (Columbia, DQ3955 pubblicato come «Secondo Casadei e la sua Orchestra»)
- 1955 - Mezzogiorno/Signora (La Voce del Padrone, GW2255; pubblicato come «Secondo Casadei e la sua Orchestra»)
- 1955 - Paesello/Rete Azzurra (La Voce del Padrone, GW2262; pubblicato come «Secondo Casadei e la sua Orchestra»)
- 1955 - Giulietta/Sportivo (La Voce del Padrone, GW2283; pubblicato come «Secondo Casadei e la sua Orchestra»)
- 1955 - Mirella/Torna Maggio (Columbia, DQ3968 pubblicato come «Secondo Casadei e la sua Orchestra»)
- 1955 - Adriana/Serenella (Columbia, DQ3976 pubblicato come «Secondo Casadei e la sua Orchestra»)
- 1955 - Mille Miglia/Perdona (Columbia, DQ3977 pubblicato come «Secondo Casadei e la sua Orchestra»)
- 1956 - Lella/Luna di Miele (Columbia, DQ3989 pubblicato come «Secondo Casadei e la sua Orchestra»)
- 1956 - San Marino/Sbarazzina (Columbia, DQ3991 pubblicato come «Secondo Casadei e la sua Orchestra»)
- 1956 - Campana Suona/Dammi la Rosa (Columbia, DQ3992 pubblicato come «Secondo Casadei e la sua Orchestra»)
- 1956 - Bersagliera/Parigino (Columbia, DQ3993 pubblicato come «Secondo Casadei e la sua Orchestra»)
- 1956 - Benedetta/Vecchio Valzer (La Voce del Padrone, GW2305; pubblicato come «Secondo Casadei e la sua Orchestra»)
- 1956 - Due Bocche/San Remo (La Voce del Padrone, GW2307; pubblicato come «Secondo Casadei e la sua Orchestra»)
- 1957 - Egisto B./Ultimo Sole (Columbia, DQ4009 pubblicato come «Secondo Casadei e la sua Orchestra»)
- 1957 - Fortuna/Marietta (Columbia, DQ4011 pubblicato come «Secondo Casadei e la sua Orchestra»)
- 1957 - Sturnèli ad Rumagna/Nottambulo (Columbia, DQ4022 pubblicato come «Secondo Casadei e la sua Orchestra»)
- 1957 - Ivano/Violette (La Voce del Padrone, GW2240; pubblicato come «Secondo Casadei e la sua Orchestra»)
- 1957 - Donatella/Torna (La Voce del Padrone, GW2342; pubblicato come «Secondo Casadei e la sua Orchestra»)
- 1957 - Incendiaria/Spagnolo (La Voce del Padrone, GW2351; pubblicato come «Secondo Casadei e la sua Orchestra»)
- 1958 - Canta per Me/Il Treno di Forlì (Columbia, DQ4028 pubblicato come «Secondo Casadei e il suo Complesso»)
- 1958 - Mia Marilù/Romana (Columbia, DQ4030 pubblicato come «Secondo Casadei e il suo Complesso»)
- 1958 - Femmina Bionda/Fiordaliso (Columbia, DQ4031 pubblicato come «Secondo Casadei e il suo Complesso»)
- 1958 - Follia - Silvana (La Voce del Padrone, GW2368; pubblicato come «Secondo Casadei e il suo Complesso»)
- 1958 - Solitario/Visione Lontana (La Voce del Padrone, GW2373; pubblicato come «Secondo Casadei e il suo Complesso»)
- 1958 - Atomica 1958/Canto Per Te (La Voce del Padrone, GW2374; pubblicato come «Secondo Casadei e il suo Complesso»)

### 33 giri
- 1969 - La Romagna canta (La voce del padrone, QELP 8168)

### E.P. (formato maxi)
- 1959 - Souvenir di Riccione (Columbia, SEMQ 100; tracce: Donatella, Visione lontana, Solitario, Torna; pubblicato come «Secondo Casadei e la sua Orchestra»)
- 1960 - Souvenir di San Marino (Columbia, SEMQ 168; tracce: San Marino goodbye, Riviera romagnola, Atomica, Forlivese; pubblicato come «Secondo Casadei e il suo Complesso»)
- 1961 - Souvenir di Faenza (Columbia, SEMQ 213; tracce: Sangue romagnolo, Balliamo all'italiana, Cara memoria, Dai, dai, dai!; pubblicato come «Secondo Casadei e il suo Complesso»)

### 45 giri
- 1959 - Rondinella/Doloree (Columbia, SCMQ 1259)
- 1960 - Adriana/Alla fiora (Columbia, SCMQ 1341)
- 1960 - Riviera Romagnola/San Marino Good Bye (Columbia, SCMQ 1353)
- 1961 - Mamma mia mamma/In bocca al lupo (Columbia, SCMQ 1508)
- 1962 - Novembre/Il piffero (Columbia, SCMQ 1607)
- 1963 - Viva Panbianco/Villanella (Columbia, SCMQ 1663)
- 1964 - Buona fortuna/Angelo effe (Columbia, SCMQ 1769)
- 1965 - Viserba Viserbella/La sorella (della povera Giulia) (Columbia, SCMQ 1851)
- 1965 - Non c'è pace fra gli ulivi/Baciatevi nel tango (Columbia, SCMQ 1855)
- 1965 - Signori si nasce/Segavecchia (La Voce del Padrone, 7MQ 1979)
- 1970 - Malinconico settembre/Verde speranza (Fonit Cetra, SP 1434; pubblicato come «Orchestra Spettacolo Secondo Casadei»)
- 1970 - Io cerco la morosa/Rosalia (Fonit Cetra, SP 1435; pubblicato come «Orchestra Spettacolo Secondo Casadei»)
- 1970 - Salute a tutti/Mascotte (Fonit Cetra, SP 1438; pubblicato come «Orchestra Spettacolo Secondo Casadei»)

## Opere su Secondo Casadei

### CD
- Romagna mia, le più belle canzoni di Secondo Casadei - pubblicato da Emi Music
- 1928 Le origini - brani degli anni '30- pubblicato da Dischi Sonora
- Le origini vol. 2 - brani degli anni '40- pubblicato da Dischi Sonora
- Concerto per Secondo Casadei, Grande Evento e orchestra Luca Bergamini, ed. Eurozeta, 2010;
- La musica di Secondo Casadei, Arte Sonora / Elicona / Casadei Sonora, 2011. Disponibile anche un video del backstage.[E 1]

1. ↑   La musica di Secondo Casadei - Backstage Registrazioni, in youtube.it. URL consultato il 13-11-11.

- "Mi chiamo Secondo" - pubblicato da Universal Music, 2017

### Film
- L'Uomo che sconfisse il boogie. Le avventure di Secondo Casadei. Regia di Davide Cocchi, 2006.